# Notas de viajes
Notas de viajes es el nombre del octavo álbum de estudio de la cantante española Pilar Boyero. Fue lanzado al mercado el 16 de julio de 2021 y grabado en los estudios Home Studio Atalaya. Es el segundo volumen del álbum tributo al cantautor, compositor y poeta Carlos Cano, que se acerca a la balada y el bolero, pasando por el prisma de la copla.
Anteriormente, en febrero de 2016, la artista publicó el álbum “Por siempre Carlos Cano”. Este trabajó contó con la banda original del artista granadino, liderada por la dirección y arreglos de Benjamín Torrijo, el cual, trabajó junto a Cano durante 15 años. Durante la gira del espectáculo homónimo, Pilar Boyero y Benjamín Torrijo interpretaron canciones que no entraron en ese disco, por lo que a ella se le ocurrió que podían crear una segunda parte, coincidiendo con el 20º aniversario de su fallecimiento. A finales de 2020 empezaron a trabajar en ello y, en ese momento, conocieron a Pablo Cano, hijo de Carlos Cano, que empezaba a labrarse una carrera musical, cantando canciones de su padre. Conectaron en seguida, por lo que decidieron grabar juntos «Laila», tema compuesto por su padre. En el álbum colabora también el artista Israel Rojas, cantante del dúo Buena Fe, el cual, interpreta junto a la artista «Yo te amo ciudad», canción compuesta por Carlos Cano durante un viaje de vuelo a La Habana.
El mismo lleva vendidas más de mil copias.
En 2022 fue nominado y galardonado en los Premios Cubadisco en la categoría Mejor Disco Internacional, que tuvo lugar en el Teatro América de La Habana.

## Lista de canciones
| Notas de viajes |                                       |                |             |          |  |
| N.º             | Título                                | Letras         | Música      | Duración |  |
| 1.              | «Abre tu balcón»                      | Carlos Cano    | Carlos Cano | 3:41     |  |
| 2.              | «El último bolero»                    | Carlos Cano    | Carlos Cano | 3:41     |  |
| 3.              | «Laila» (con Pablo Cano)              | Carlos Cano    | Carlos Cano | 4:18     |  |
| 4.              | «Niña Isabel»                         | Montoro        | Solano      | 3:45     |  |
| 5.              | «Tango de las madres locas»           | Carlos Cano    | Carlos Cano | 4:11     |  |
| 6.              | «Sonata de la Luna en Marrakech»      | Carlos Cano    | Carlos Cano | 4:16     |  |
| 7.              | «Habaneras de Sevilla»                | Antonio Burgos | Carlos Cano | 5:27     |  |
| 8.              | «Mi refugio son tus ojos»             | Carlos Cano    | Carlos Cano | 2:51     |  |
| 9.              | «Dormido entre rosas»                 | Carlos Cano    | Carlos Cano | 3:27     |  |
| 10.             | «Yo te amo ciudad» (con Israel Rojas) | Gastón Baquero | Carlos Cano | 3:41     |  |
| 39:23           |                                       |                |             |          |  |

## Créditos
- Pilar Boyero — Voz principal
- Israel Rojas — Voz
- Pablo Cano — Voz
- Benjamín Torrijo — Director musical, arreglos y piano
- Eduardo Crego — Productor
- Fernando López — Bajo
- Juan Muro — Flauta, clarinete y saxofón
- Álvaro Girón — Guitarra
- Alberto Sánchez — Masterización
- Ana Rosalía — Maquillaje y peluquería
- Rodrigo Montero — Fotografía
- Javier Remedios — Diseño gráfico